# Phryxe magnicornis
Phryxe magnicornis är en tvåvingeart som först beskrevs av Zetterstedt 1838.  Phryxe magnicornis ingår i släktet Phryxe och familjen parasitflugor. Arten är reproducerande i Sverige. Inga underarter finns listade i Catalogue of Life.